# Ungdom og bøger
|  | Denne artikel er oprettet af botten PalnaBot ud fra en ekstern database. Den kan derfor have sproglige fejl eller mangler. Denne skabelon kan fjernes efter kontrol af indholdet. |

Ungdom og bøger er en dokumentarfilm fra 1939 instrueret af Thomas P. Hejle efter manuskript af Jørgen Banke og Thomas P. Hejle.

## Handling
En beskrivelse af de danske folkebibliotekers historie og arbejdsmetode. Filmen begynder med en gengivelse af H.C. Andersens eventyr "Nissen og Spækhøkeren". Derpå vises almuens vågnende læsetrang i et glimt af en Jeppe Aakjærsk hyrdedrengsskildring, og det antydes, hvorledes B.S. Ingemanns historiske romaner gik ud over landet og lærte store dele af datidens ungdom at læse, og hvorledes oplysningsselskaber og forlag kom den tågnende læsetrang i møde gennem udgivelsen af gode bøger i billige udgaver. Til sidst fortæller filmen om folkebiblioteketsvæsenets opståen.